# Khorombeyk
Khorombeyk (persan : خرم بيك romanisé en Khorombak) est un village dans la province du Khorasan-e Razavi en Iran. Lors du recensement de 2006, sa population était de 160 habitants répartis dans 43 familles.